# Термопауза
Термопауза (греч. θερμός — и παύσιζ — прекращение) — верхний слой атмосферы планеты, расположенный над термосферой, характеризующийся переходом к постоянной температуре (с увеличением расстояния от планеты). Выше расположена экзосфера.
Расположение термопаузы в атмосфере Земли зависит от уровня солнечной активности и может колебаться от 400 до 800 километров. Температура составляет 500—2000 K в зависимости от времени суток и солнечной активности. В полярных широтах во время полярных сияний и магнитных бурь температура может возрастать до 3000 К. Постоянство температуры означает, что выше нет заметных источников энергии, кроме солнечного излучения. Поглощение незначительное, поэтому поступление тепла мало изменяется с высотой.